# Инцидент с Четвёртым флотом
Инцидент с Четвёртым флотом (яп. 第四艦隊事件 Дай-ён кантай дзикэн) — крупное морское происшествие в истории японского императорского флота.
В ходе ежегодных осенних учений находившиеся юго-восточнее острова Хонсю силы «красных» (временно сформированный Четвёртый флот) 26 сентября 1935 года попали в тайфун. Крейсерские силы при этом прошли через его центр, подвергнувшись воздействию волн высотой 10-15 метров и ветра со скоростью 25 м/с. Торпедные же силы прошли восточнее, и там высота волн достигала 20 м.
В результате воздействия тайфуна различные повреждения получили 19 из 41 кораблей Четвёртого флота. Наиболее серьёзными стали отрывы носовых оконечностей на эсминцах «Югири» и «Хацуюки» типа «Фубуки». Всего в ходе инцидента погибло 54 моряка.
10 октября была сформирована комиссия по расследованию произошедших событий во главе с адмиралом Номурой. Свою работу она закончила к апрелю 1936 года, объяснив повреждения кораблей массированным воздействием волн с отношением длины к высоте 10:1 (100—150 м на 10-15 м). Вместе с тем была признана недостаточная прочность корпусов большинства японских кораблей. На этот вывод повлиял и произошедший ранее (12 августа 1935 года) инцидент с эсминцем «Муракумо», который был повреждён на ходовых испытаниях после докового ремонта. В результате с весны 1936 года по конец 1938 года на военных кораблях японского флота (кроме линкоров и тяжёлых авианосцев) прошли работы по повышению продольной прочности, включающие наложение дополнительных стальных листов и дублирование сварных швов клёпкой. Такие же мероприятия были проведены и на ряде строившихся кораблей.
Инцидент с Четвёртым флотом, вместе с более ранним инцидентом с «Томодзуру», привёл в японском флоте к пересмотру требований к остойчивости и прочности кораблей в целом и отказу от порочной практики большой строительной перегрузки.